# Pancorius thorelli
Pancorius thorelli är en spindelart som först beskrevs av Simon 1899.  Pancorius thorelli ingår i släktet Pancorius och familjen hoppspindlar. Inga underarter finns listade i Catalogue of Life.